# Santa Olalla (Toledo)
Santa Olalla és un municipi de la província de Toledo, a la comunitat autònoma de Castella la Manxa.
Compta amb la finca experimental d'Agricultura de La Higueruela del CSIC.

## Demografia
| 1981  | 1986  | 1991  | 1996  | 2001  | 2004  | 2005  |
| ----- | ----- | ----- | ----- | ----- | ----- | ----- |
| 1.928 | 2.158 | 2.269 | 2.418 | 2.536 | 2.857 | 2.973 |